# Histria

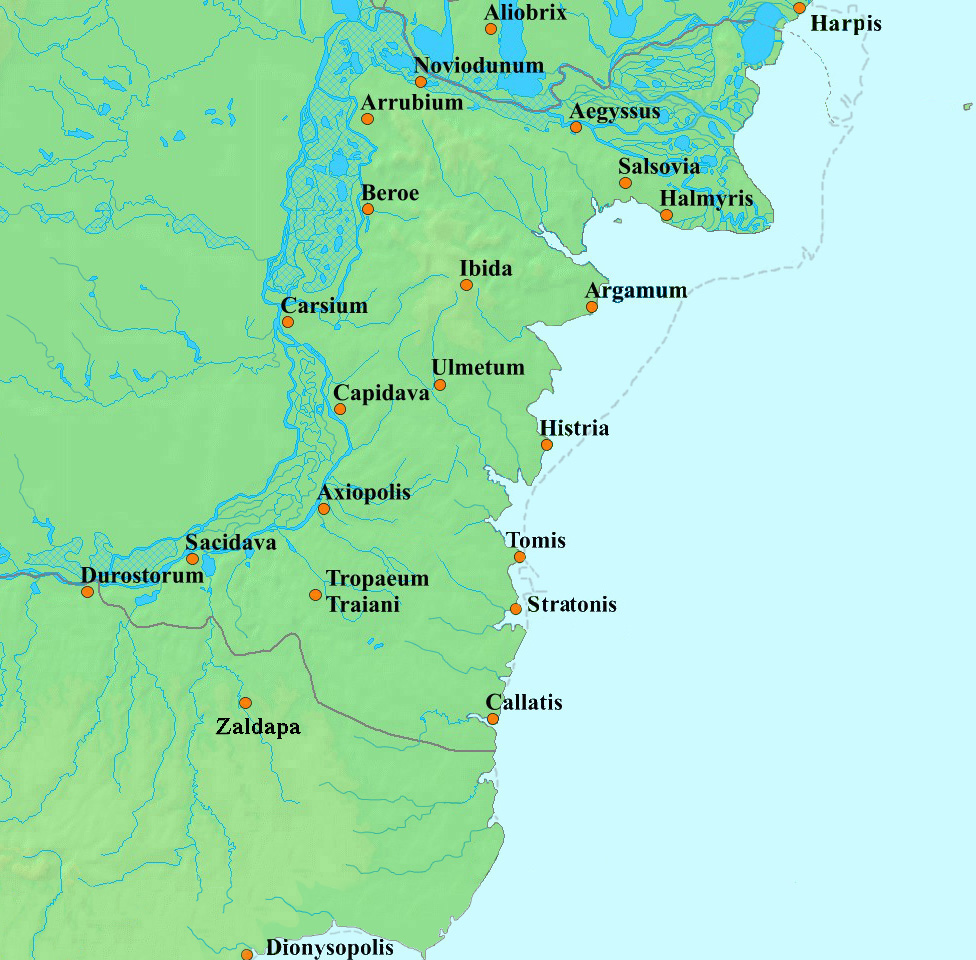
Histria (Istros) i inne kolonie greckie na terenie tzw. Małej Scytii

Histria (Istros, Istropolis) – miasto greckie nad Morzem Czarnym przy limanach, blisko delty Dunaju, założone jako kolonia Miletu, którego pozostałości znajdują się niedaleko obecnego rumuńskiego miasteczka Istria.

## Historia miasta
Jego nazwa wzięła się od starożytnej greckiej nazwy Dunaju. Miasto założone zostało w połowie VII wieku p.n.e. – Euzebiusz z Cezarei podawał lata 657/656 p.n.e. jako czas założenia kolonii, Skymnos z Chios za rok założenia miasta uważał 630 p.n.e. Histria była więc najstarszą grecką kolonią na zachodnim wybrzeżu Morza Czarnego i jedną z najstarszych w całym basenie Morza Czarnego. Jest też najstarszym, potwierdzonym miastem na terytorium obecnej Rumunii. W VI-V wieku p.n.e. było ważnym centrum handlowo-produkcyjnym oraz ośrodkiem kultowym. W okresie rzymskim miasto zachowało swój grecki charakter. W III wieku n.e. zniszczone zostało przez Gotów, następnie odbudowane, egzystowało do VII wieku.

### Walki z Imperium Scytyjskim
W okresie potęgi Scytów polis było z nimi w stanie wojny.

## Odkrycie i wykopaliska
Ruiny miasta zostały odkryte w 1868 przez francuskiego archeologa Ernesta Desjardinsa i od tego czasu pozostałości miasta były wielokrotnie eksplorowane aż do czasów współczesnych.
W trakcie wykopalisk archeologicznych odsłonięto znaczną część miasta antycznego z ulicami, ruinami domów mieszkalnych, świątyń i budowli publicznych oraz duże partie murów obronnych. Okryto liczne inskrypcje, monety oraz greckie towary importowane. W mieście natomiast rozwinęła się produkcja ceramiczna, m.in. czarek megaryjskich o plastycznej dekoracji i figurek terakotowych.

## Histria w obiektywie

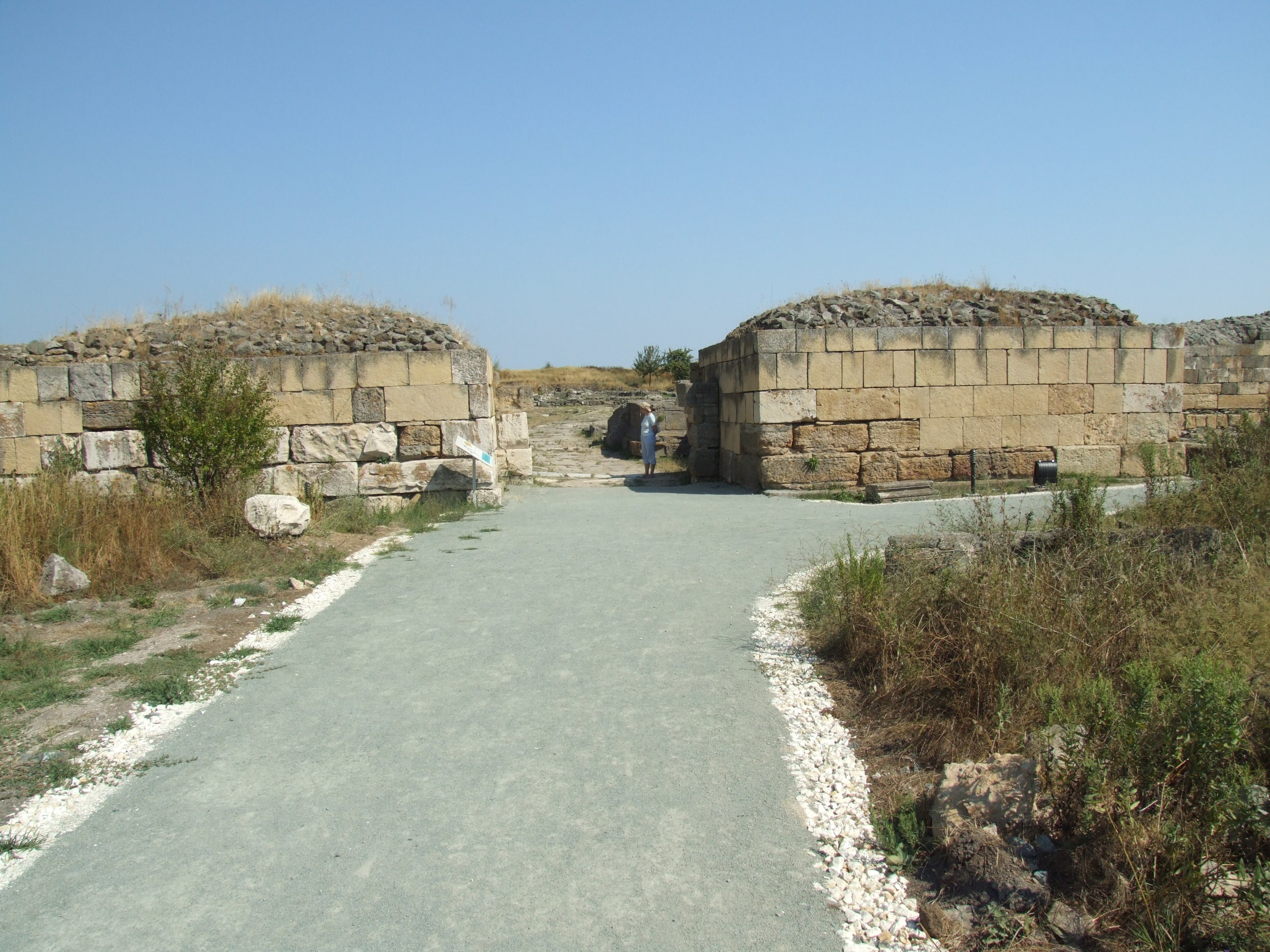
Główna brama miasta z czasów rzymskich
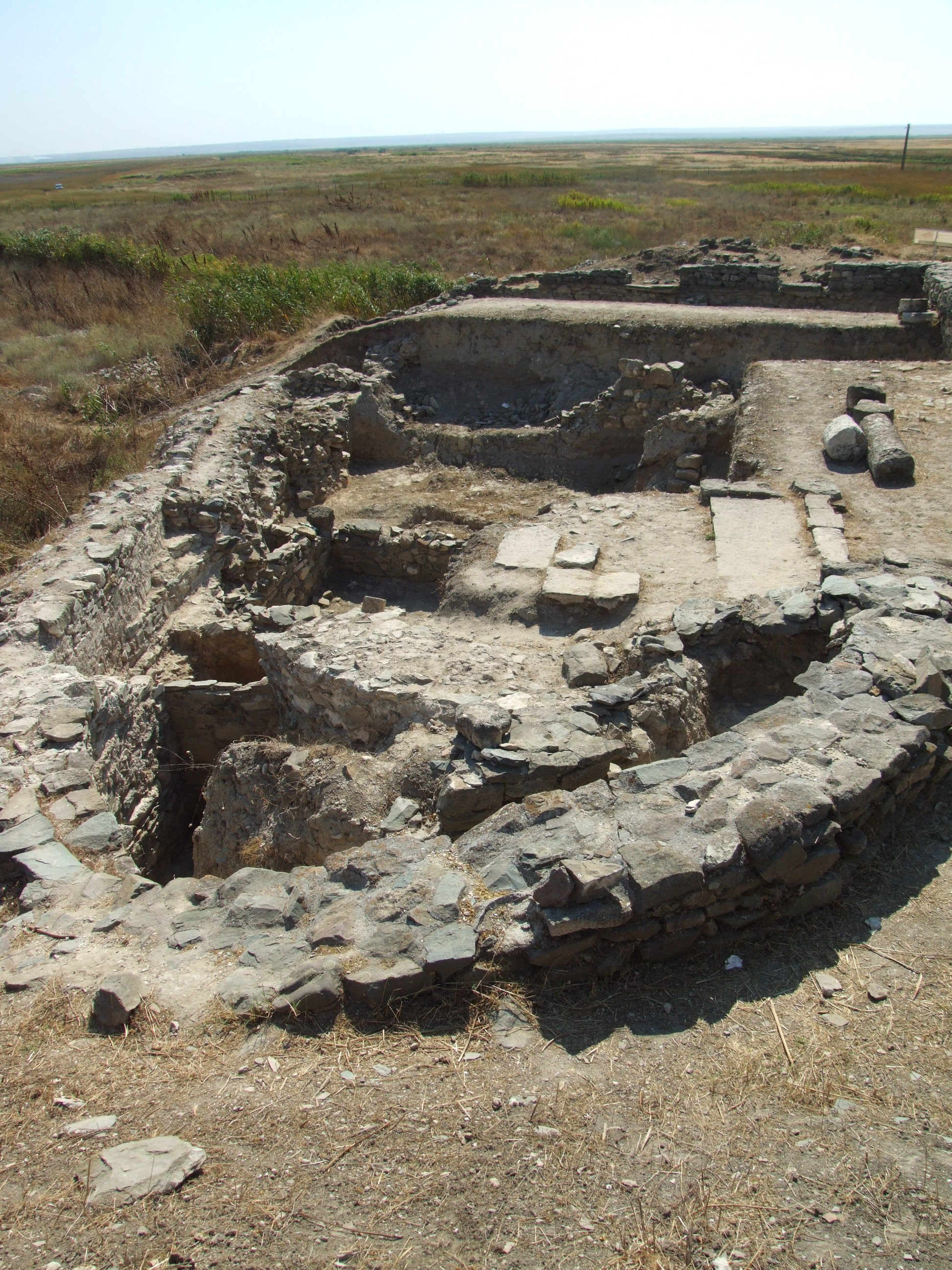
Fundamenty bazyliki
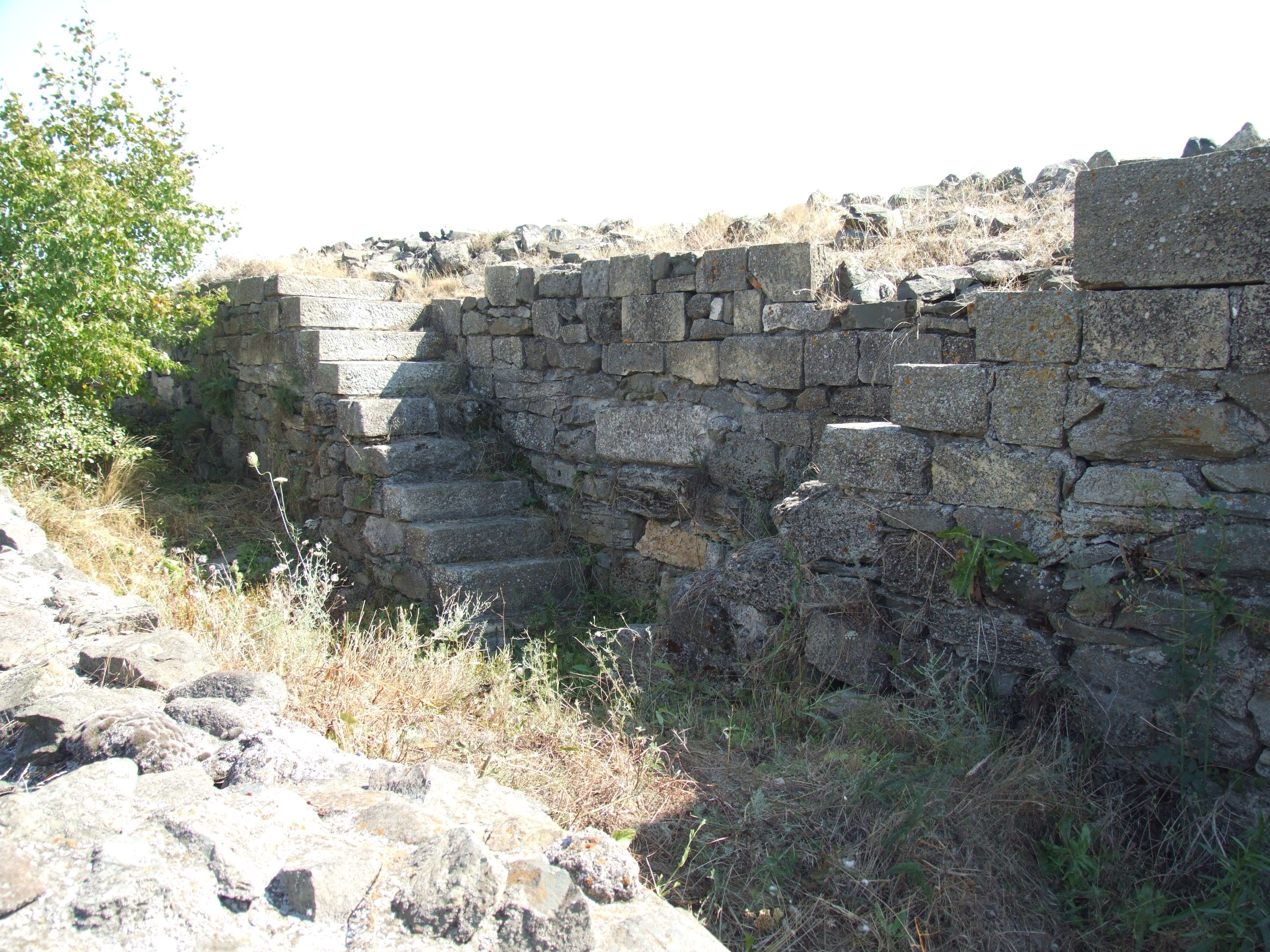
Fragment murów obronnych z okresu rzymskiego
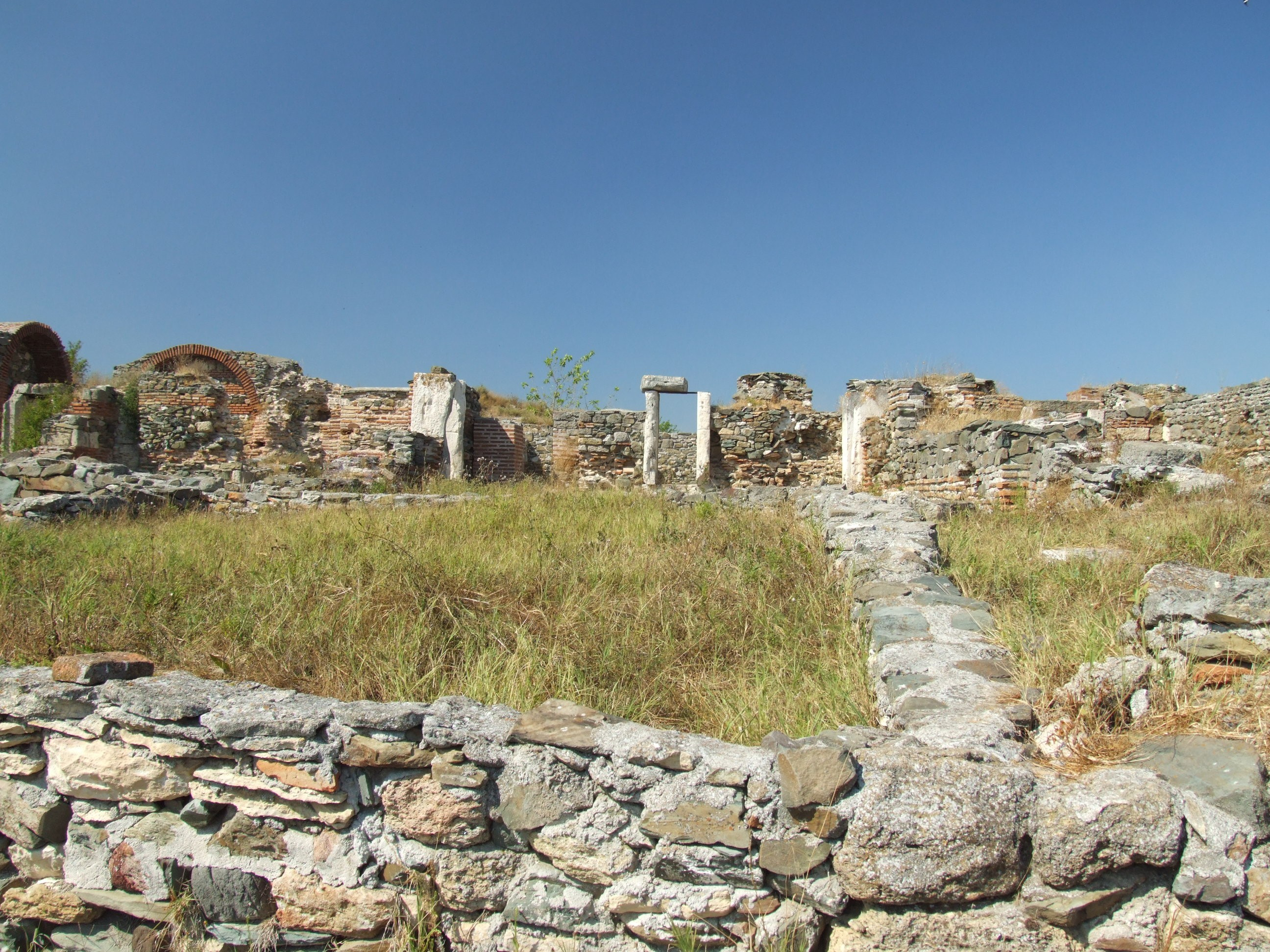
Ruiny rzymskich term

## Zabytki muzealne z Histrii

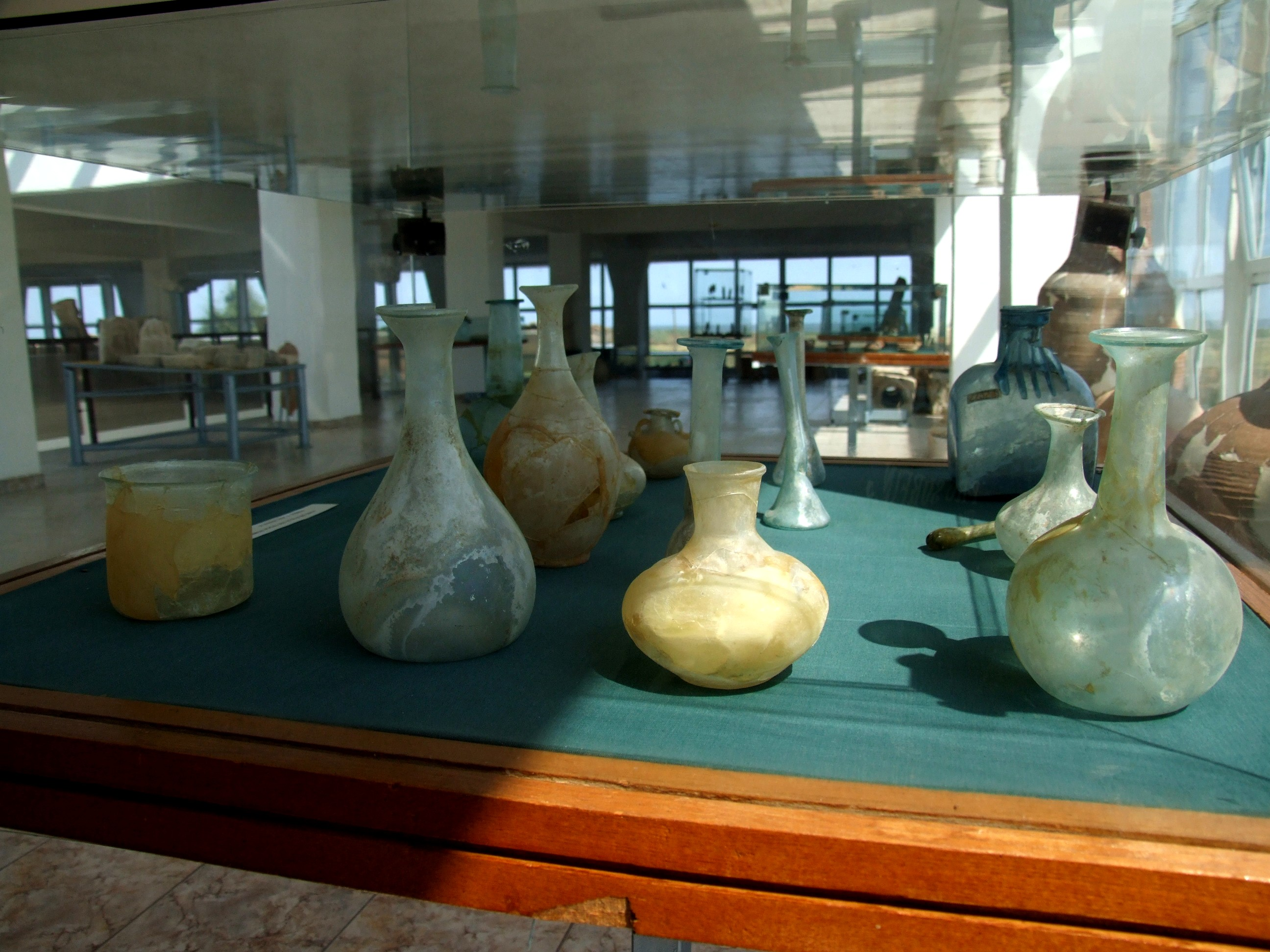
Rzymskie naczynia szklane
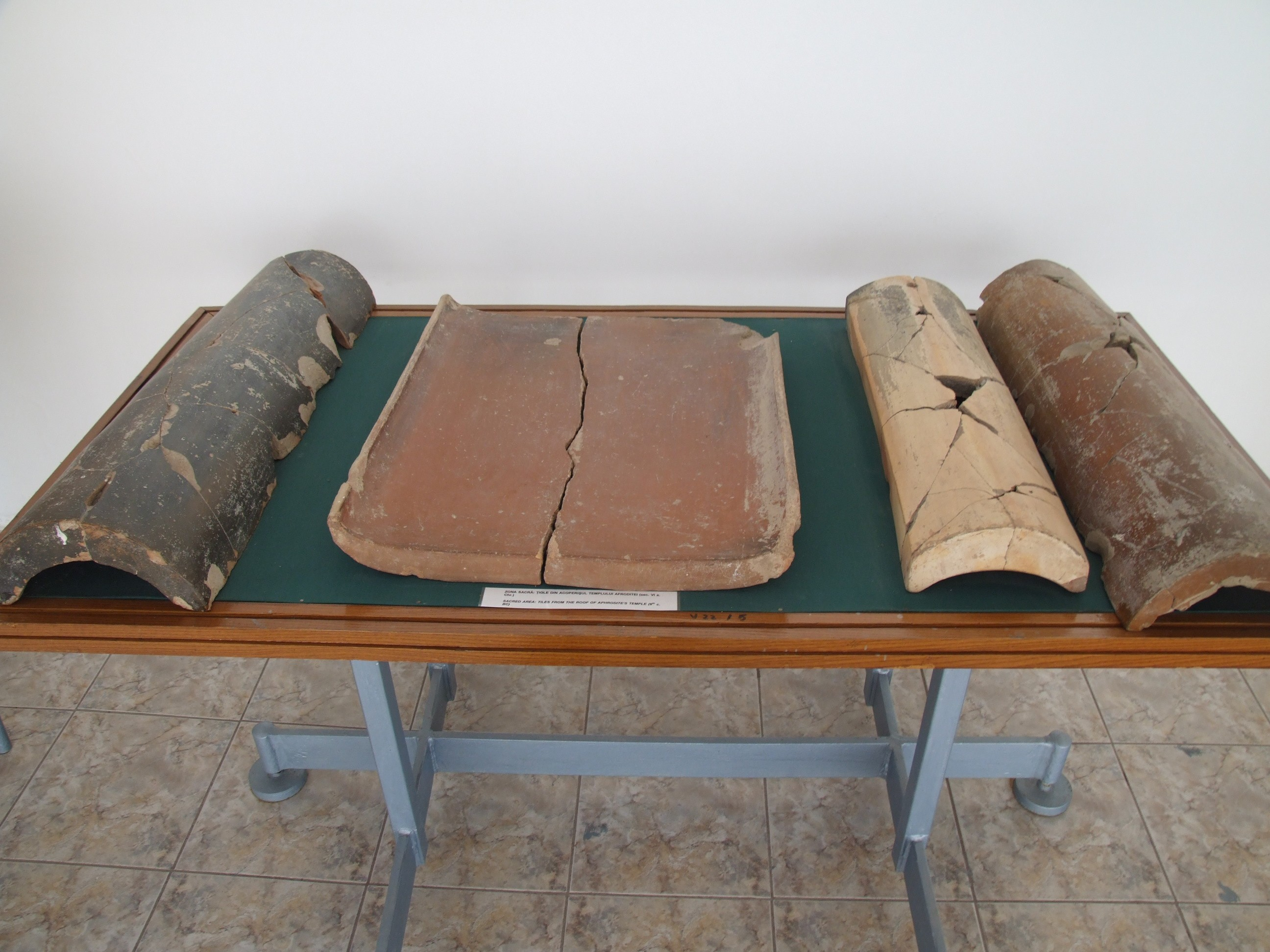
Dachówki z dachu świątyni Afrodyty
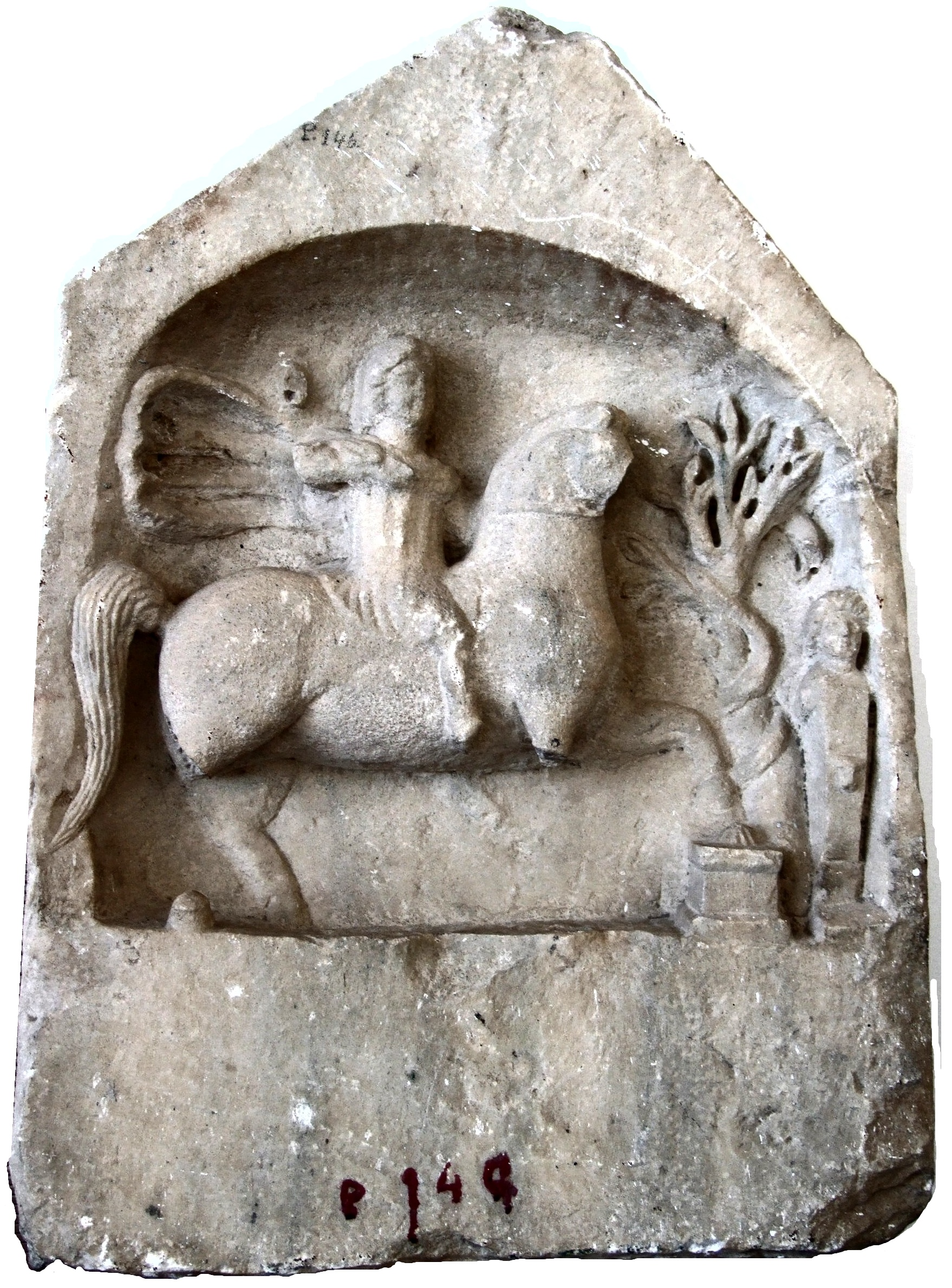
Relief z trackim jeźdźcem
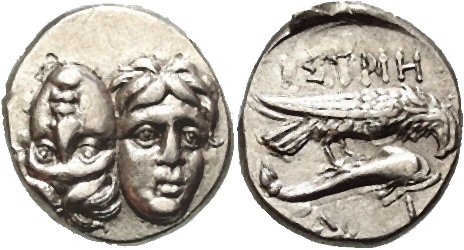
Greckie monety z Histrii